# Vergnügungsstätte
Vergnügungsstätten im Sinne der deutschen Baunutzungsverordnung (BauNVO) sind gewerbliche Nutzungsarten, die sich in unterschiedlicher Ausprägung (wie Amüsierbetriebe, Diskotheken, Spielhallen) unter Ansprache (oder Ausnutzung) des Sexual-, Spiel- und/oder Gesellschaftstriebs der Unterhaltung widmen.
Sie sind in Kerngebieten sowie in Teilen von Mischgebieten, die überwiegend durch gewerbliche Nutzungen geprägt sind, allgemein zulässig, in besonderen Wohngebieten nur ausnahmsweise, soweit sie nicht wegen ihrer Zweckbestimmung oder ihres Umfangs nur in Kerngebieten zulässig sind (§ 7 Abs. 2 Nr. 2, § 6 Abs. 2 Nr. 8, § 4a Abs. 3 Nr. 2 BauNVO). Die entsprechenden Baugebiete wiederum werden im Bebauungsplan festgesetzt (§ 9 Abs. 1 Nr. 1 BauGB, § 1 Abs. 2 Nr. 4, Nr. 9, Abs. 3 BauNVO).
Das Vergnügen kann rein passiver Natur, aber auch aktiver Natur sein, wie Tanzen oder Glücksspiel. Nicht als Vergnügungsstätte werden Anlagen gewertet, welche die geistige und körperliche Entwicklung oder die Beschäftigung mit Kunst und Literatur fördern, auch wenn diese kommerzieller Natur sind.
Vergnügungsstätten sind beispielsweise Diskotheken, Multiplex-Kinos, Bordelle, Swinger-Clubs, Sex-Shops mit Videokabinen, Spielhallen und Wettbüros. In der Praxis ist allerdings der Übergang zu anderen Betrieben wie Internetcafés oft fließend. Ob ein Betrieb als Vergnügungsstätte oder als anderes Gewerbe klassifiziert wird, hängt davon ab, ob die städtebaulichen Auswirkungen und Anforderungen der Nutzung mit den Auswirkungen und Anforderungen derjenigen Anlagen identisch oder zumindest hinreichend vergleichbar sind, die unproblematisch unter den Nutzungsbegriff des § 1 BauNVO zu fassen sind. Daraus alleine lässt sich aber noch kein Grund für eine Sonderbehandlung erfahren. Vergnügungsstätten sind selten und nur in solchen Gebieten zulässig, die keine hohen Anforderungen an Ruhe, Erholung und Schutz stellen (§§ 4 a III Nr. 3, 5 III, 8 III Nr. 3 BauNVO). Insofern handelt es sich um Anlagen, die aufgrund ihres Bezuges zum Vergnügen besonders intensive Auswirkungen auf die Umgebung haben; das liegt insbesondere dann vor, wenn die Benutzer solcher Stätten typischerweise Alkohol konsumieren, die Besuche regelmäßig in den Abend- und Nachtstunden stattfinden oder es in der Regel sehr laut wird.